# ヴァン・ダイク夫人メアリー・ルースヴェン
『ヴァン・ダイク夫人メアリー・ルースヴェン』（ヴァン・ダイクふじんメアリー・ルースヴェン、西: Mary Ruthven (esposa de Van Dyck)、英: Mary Ruthven, Lady Van Dyck）は、フランドルのバロック期の巨匠アンソニー・ヴァン・ダイクが1640年頃にキャンバス上に油彩で制作した肖像画で、彼がイングランド滞在中に結婚した女性メアリー・ルースヴェンを描いている。スペイン王フェリペ5世の妃であったエリザベッタ・ファルネーゼの1746年のコレクション目録に記載されている作品で、現在はマドリードのプラド美術館に所蔵されている。

## 作品
ヴァン・ダイクは、1639年にスコットランド出身のメアリー・ルースヴェンと結婚した。メアリーの父パトリック・ルースヴェンはルースヴェン卿の称号を持っていた貴族であった。メアリーは1639年から1640年まで王妃付き女官に任命されており、これはチャールズ1世がヴァン・ダイクをイングランドに引き留めておくための対策だったと考えられている。メアリーは1645年に他界している。
ヴァン・ダイクは、メアリーを髪の毛を後ろにまとめ、オークの葉の髪飾りを着けた姿で描いたが、画家の母語オランダ語で「ダイク」はオークを意味するため、この髪飾りは画家の名に言及したものとなっている。メアリーは、深い襟ぐりのある輝く青色のドレス、真珠のネックレスを身に着け、鑑賞者の前でロザリオをもてあそんでいる。
モデルが妻であるということから、ヴァン・ダイクのこの肖像画には親近感と愛情がにじみ出ており、それは彼女の手の仕草とまなざしに見て取れる。画家が当時イングランドで制作していた宮廷肖像画とは異なり、より親密な、家庭的で個人的な性質の作品となっている。